# Бољшевизам
Бољшевизам (рус. большевизм, од большевик — бољшевик) је револуционарна и ауторитарна марксистичко-лењинистичка политичка мисао и покрет у вези са стварањем високо централизоване, кохезивне и дисциплиноване партије, усмерене ка успостављању једнопартијске власти у име радничке класе. Бољшевизам је настао у раном 20. веку у Русији цепањем радничком покрета на ауторитарно и демократско крило. Владимир Лењин је главни теоретичар бољшевизма и ауторитарног крила у радничком покрету тадашње Русије. У октобру 1917. године бољшевичка фракција је организовала оружану побуну против Привремене владе, у којој је преузила власт. Историјске промене које су тада настале у Русији, али и у свету, имају различита тумачења.
Поред Лењина теоретичари бољшевизма су били и Николај Бухарин, Евгениј Преображенскиј и Лав Троцки.
Неки истраживачи бољшевизма у њене активности укључују и рад Јосифа Стаљина, на челу Свесавезне комунистичке партије (бољшевика) и који је имао пуну државну власт у Совјетском Савезу..
Израз бољшевизам, накнадно и комунизам, устаљен је у западној историографији као одређени скуп особина совјетског режима у одређеном временском периоду. У садашњем времену појам бољшевици се користи за различите групе стаљиниста и марксиста-лењиниста. А марксизам-лењинизам није исто што и марксизам.